# Haraldslund
Haraldslund er en herregård der ligger i Grundfør Sogn i Vester Lisbjerg Herred. Den er kendt fra jordebøgerne fra 1300-tallet.
Harrildsmark, der var ødegårdsjord, blev i 1661 udlagt til Gabriel Marselis. 
En arving af hans søn, Generalløjtnant Christian Rodsteen, solgte i 1716 148 tdr. hartkorn gods i Grundfør sogn, heriblandt Harildsmark (5½ tdr. hartkorn) og Grundfør Kirke (21 tdr. hartkorn), for 9000 rdl. til Hans Hansen Rosborg fra Friisholt. 
I 1718 opbyggede han Haraldslund der var på 23 fag bindingsværk, hvoraf de 5 var i to stokværk.
De to sidefløje i bindingsværk er af det oprindelige byggeri.
Den nuværende hovedbygning med sin smukke beliggenhed i skovkanten er fra 1840. Samme år blev Haraldslund købt af Niels Bygom Christian Krarup. Han havde før den tid været forpagter på Frijsendal i Haurum Sogn, og havde der i 1837 oprettet Danmarks første landbrugsskole. Denne skole fik nu hjemsted på Haraldslund.
Ved indkørslen står to stenpæle med indskriften HRB 1718 og HMD 1718 – formentlig deres navneskilt: Hans RosBorg og hans kone: Helle MadsDatter.